# 세종 성산성
세종 성산성은 세종특별자치시 부강면 등곡리산성이다. 2014년 9월 30일 세종특별자치시의 향토문화유산 제54호로 지정되었다.

## 개요
성산성(城山城)은 세종특별자치시 부강면 등곡리 구들기마을 동쪽 성이 있는 고개인 ‘성재’라는 곳에 돌과 흙을 쌓아 만든 성이다. 구들기마을과 관련하여 ‘구들기성’이라고도 하며, 고구려의 연개소문(淵蓋蘇文, ?~665 추정)이 쌓았다는 전설이 있어 ‘개소문성’으로 불리기도 한다.
성산성은 북서쪽의 부강면과 금강을 내려다보기 좋은 곳에 위치하고 있는데, 성산성으로부터 북서쪽으로 약 1.6km 떨어진 구릉(해발 61m)에는 테뫼산성(세종특별자치시 향토문화유산 제55호)이 자리하고 있으며, 남동방향으로 약 2km 떨어진 산의 정상(해발 252m)에는 화봉산성(華峰山城, 세종특별자치시 향토문화유산 제58호)이 있다.
성산성은 높이 약 193m의 산 정성부에 남북방향으로 길고 북서쪽이 넓고 남서쪽이 좁은 형태로 능선을 따라 돌로 쌓은 내성(內城)과 흙으로 만든 외성(外城)으로 이루어져 있다. 내성의 둘레는 201∼213m 내외로 남아있는 성벽의 높이는 2∼3m이다. 성벽은 자연지형을 이용하여 산 경사면을 ‘ㄴ’자로 깎고 성벽의 바깥부분만 쌓는 편축식(片築式)으로 되어 있으나 일부분은 성벽을 안과 밖에서 같이 쌓는 협축식(夾築式)도 관찰된다. 성의 서쪽과 동쪽에 문(門)터가 있었던 것으로 보이지만 현재는 서쪽의 것만 확인된다. 성문의 넓이는 395cm로 사다리를 타고 오르내리는 방식(懸門)이다. 외성은 내성에서 10~15m아래 산의 경사면에 만들어졌다. 내성의 북동쪽 끝과 남서쪽 곡부를 제외한 나머지 부분을 감싸고 있으며, 길이는 180~190m이다. 외성을 쌓음으로써 성벽 아래에 도랑을 판 것과 같은 효과를 내고 그 앞에 땅은 평평하게 만들어 적(敵)의 침입을 막기 쉽도록 하였다.
성산성 내부와 주변에서 확인되는 유물들은 삼국시대의 것들로 성을 쌓고 사용하던 시기를 짐작하게 한다.